# Liste fremdsprachiger Weihnachtslieder
Dies ist eine Liste fremdsprachiger Weihnachtslieder. Für Weihnachtslieder, deren Ursprung im deutschen Sprachraum liegt, siehe die Liste deutschsprachiger Weihnachtslieder.

## Albanisch
- Krishti i vogël sot na leu
- Eni popuj me hare
- Bukuri na duel kjo ditë

## Dänisch
- Barn Jesus i en krybbe lå
- Dejlig er jorden (Bernhard Severin Ingemann)
- Et barn er født i Bethlehem (siehe zu Puer natus in Bethlehem)
- Forunderligt at sige
- Julen har bragt velsignet bud
- Julen har englelyd
- På loftet sidder Nissen

## Englisch
- Traditionelle Lieder
  - Angels from the Realms of Glory (1816, komponiert von James Montgomery)
  - Away in a Manger (1885, Musik von James R. Murray (USA), 1887, bzw. von William J. Kirkpatrick (UK), 1895)
  - Carol of the Bells (1916, komponiert von Mykola Leontovych)
  - Carol of the Mother
  - Christians, Awake, Salute
  - Christmas in Killarney (Irland / USA)
  - Christmas in the old man’s hat (Irland)
  - Coventry Carol
  - Deck the Halls (19. Jahrhundert)
  - Ding Dong! Merrily on High (Melodie 16. Jahrhundert, Text 1924 von George Ratcliffe Woodward)
  - The First Noel
  - Go Tell It on the Mountain
  - God Rest You Merry, Gentlemen
  - Good King Wenceslas
  - Hark! The Herald Angels Sing (der Hauptteil des Textes stammt von Charles Wesley; die Melodie des Liedes geht auf Felix Mendelssohn Bartholdy zurück)
  - The Holly and the Ivy
  - The Huron Carol (’Twas in the moon of wintertime) (aus Kanada)
  - I Saw Three Ships on Christmas Day
  - I Wonder as I Wander
  - It Came Upon a Midnight Clear
  - Jesu Parvule
  - Jingle Bells (zwischen 1850 und 1857 von James Lord Pierpont komponiert)
  - Jolly Old Saint Nicholas
  - Joy to the World
  - Joys Seven (The Seven Joys of Mary)
  - Love came down at Christmas
  - The Night Before Christmas
  - O Come All Ye Faithful
  - O Come, O Come, Emmanuel
  - O Little Town of Bethlehem
  - Once In Royal David’s City
  - Rise up, shepherd, and follow
  - Sleigh bells chant
  - The Three Drovers (Australien)
  - The Twelve Days of Christmas
  - Te Harinui (Maori „Die große Freude“, Neuseeland)
  - Unto Us a Boy Is Born
  - The Virgin Mary Had a Baby Boy
  - We Three Kings of Orient are
  - We Wish You a Merry Christmas (16. Jahrhundert)
  - Well the Savior Is Born
  - Wexford Carol
  - What Child Is This?
  - While Shepherds Watched Their Flocks by Night

- Moderne Popsongs
  - Ah, Bleak and Chill the Wintry Wind (Alfred Burt, 1945)
  - A Holly Jolly Christmas (The Quinto Sisters, 1964)
  - All I Want For Christmas (Is My Two Front Teeth) (Spike Jones & his City Slickers, 1948)
  - All I Want for Christmas Is You (Mariah Carey, 1994)
  - A night to remember (Engelbert)
  - Around the Christmas tree (Engelbert)
  - A Winter's Tale (Tony Christie)
  - Baby's first Christmas (Connie Francis)
  - Baby, It’s Cold Outside (Margaret Whiting & Johnny Mercer, 1949)
  - Believe (Josh Groban, 2004; Autoren: Alan Silvestri, Glen Ballard)
  - Blue Christmas (Billy Hayes und Jay W. Johnson, 1948)
  - Caroling, caroling (Natalie Cole)
  - The Chipmunk Song (Christmas Don’t Be Late) (Alvin und die Chipmunks, 1958)
  - Christmas Eve (Blackmore’s Night)
  - Christmas for Cowboys (John Denver)
  - Christmas in Dixie (Alabama)
  - Christmas in Hollis (Run DMC, 1987)
  - Christmas Is My Time of Year (Peter Tork, Micky Dolenz und Davy Jones, 1976)
  - Christmas in My Heart (Sarah Connor, 2005)
  - Christmas Lights (Coldplay, 2010)
  - The Christmas Song (Nat King Cole, 1946; Autoren: Mel Tormé, Robert Wells)
  - Christmas Tree Farm (Taylor Swift, 2019)
  - Christmas Time (Bryan Adams, 1985)
  - Christmas Time Is Here (Vince Guaraldi Trio & Chor der St. Paul's Episcopal Church San Rafael, 1965)
  - Christmas Time (Is Here Again) (The Beatles, 1995)
  - Christmas Tree Farm (Taylor Swift, 2019)
  - Christmas Wrapping (The Waitresses, 1981)
  - Cool Yule (Louis Armstrong & The Commanders, 1953)
  - Cozy Little Christmas (Katy Perry, 2019)
  - Do They Know It’s Christmas? (Band Aid, 1984)
  - Do You Hear What I Hear? (Gloria Shayne Baker, 1962)
  - Driving Home for Christmas (Chris Rea, 1986)
  - (Everybody's Waitin' For) The Man With The Bag (Kay Starr, 1950)
  - Fairytale of New York (The Pogues, 1987)
  - Feliz Navidad (José Feliciano, 1970)
  - Frosty the Snowman (Gene Autry, 1950)
  - Happy Xmas (War Is Over) (John and Yoko, the Plastic Ono Band with the Harlem Community Choir, 1971/1972)
  - Have Yourself a Merry Little Christmas (Judy Garland, 1944)
  - Here Comes Santa Claus (Gene Autry, 1949)
  - Hey Santa Claus (The Moonglows)
  - I’ll Be Home for Christmas (Perry Como, 1943)
  - I’m Not Dreaming of a White Christmas (Gilbert O’Sullivan, 1978)
  - I Saw Mommy Kissing Santa Claus (Tommie Connor, 1952)
  - It’s Beginning to Look Like Christmas / It’s Beginning to Look a Lot Like Christmas (Robert Meredith Willson, 1951)
  - It’s The Most Wonderful Time Of The Year (Andy Williams, 1963)
  - I Want a Hippopotamus for Christmas (Gayla Peevey, 1953)
  - I Wish It Could Be Christmas Everyday (Roy Wood, 1973)
  - It Must Have Been The Mistletoe (Our First Christmas) (Barbara Mandrell, 1984)
  - Jingle Bell Rock (Bobby Helms, 1957)
  - Last Christmas (Wham!, 1984)
  - Let It Snow! Let It Snow! Let It Snow! (Vaughn Monroe, 1945)
  - Lonely this Christmas (Mud, 1974)
  - Little Drummer Boy (Trapp Family Singers, 1941)
  - Little Saint Nick (The Beach Boys, 1963)
  - Mary, Did You Know (Michael English, 1991)
  - Mary’s Boy Child (Harry Belafonte, 1956)
  - Mele kalikimaka (Bing Crosby & The Andrews Sisters, 1950)
  - Merry Christmas (Elton John feat. Ed Sheeran, 2021)
  - Merry Christmas Baby (Johnny Moore's Three Blazers, 1947)
  - Merry Christmas Darling (Carpenters, 1947)
  - Merry Christmas Everyone (Shakin’ Stevens, 1985)
  - Merry Christmas (I Don’t Want to Fight Tonight) (Ramones, 1987)
  - Merry Xmas Everybody (Slade, 1973)
  - Mister Santa (Amy Grant)
  - Mistletoe (Justin Bieber, 2011)
  - Mistletoe and Holly (Frank Sinatra, 1957)
  - Mistletoe & Wine (Cliff Richard, 1988)
  - My Only Wish (This Year) (Britney Spears, 2000)
  - Peace On Earth / Little Drummer Boy (David Bowie & Bing Crosby with The London Symphony Orchestra, 1977)
  - Please Come Home For Christmas (Charles Brown, 1960)
  - River (Joni Mitchell, 1971)
  - Rockin’ Around the Christmas Tree (Johnny Marks, 1958)
  - Rudolph the Red-Nosed Reindeer (Gene Autry, 1949)
  - Run Rudolph Run (Chuck Berry, 1958)
  - Santa Baby (Joan Javits, Philip Springer, 1953)
  - Santa Claus came in the spring (Benny Goodman and his Orchestra)
  - Santa Claus Is Coming to Town (1934)
  - Santa Tell Me (Ariana Grande, 2014)
  - Santa's Coming For Us (Sia, 2017)
  - Shake Up Christmas (Train, 2010)
  - Silver Bells (Bing Crosby & Carol Richards with John Scott Trotter & his Orchestra, 1950)
  - Sleigh Ride (Leroy Anderson, 1950)
  - Snowman (Sia, 2017)
  - Someday at Christmas (Stevie Wonder)
  - Spacetime Holiday (A Christmas Tale) (Saga, 2024)
  - Star-Child, Earth-Child (Musik: Carlton R. Young; Text: Shirley Erena Murray, 1994)
  - Step Into Christmas (Elton John, 1973)
  - Stop the Cavalry (Jona Lewie, 1980)
  - Thank God It’s Christmas (Queen, 1984)
  - The Christmas song (Ella Fitzgerald)
  - The Magic of Christmas Day (Céline Dion)
  - The most beautiful night of the year (The Three Degrees)
  - This Christmas (Donny Hathaway, 1970)
  - This Is Christmas (Bright, Bright the Holly Berries) (Alfred Burt, 1950)
  - Under the Christmas tree (Albert Hammond)
  - Underneath The Tree (Kelly Clarkson, 2013)
  - What Christmas Means To Me (Stevie Wonder, 1967)
  - White Christmas (Bing Crosby, 1942; stammt von Irving Berlin; von der Originalaufnahme von Bing Crosby wurden mehr als 35 Millionen Singles verkauft)
  - Winter Wonderland (Richard Himber & his Ritz-Carlton Orchestra with Joey Nash, 1934)
  - Winter Weather (Peggy Lee (Sängerin), Art Lund und das Benny-Goodman-Orchester, 1941)
  - Wonderful Christmastime (Paul McCartney, 1979)
  - Wonderful Dream (Holidays Are Coming) (Melanie Thornton, 2001)

## Estnisch
- Tiliseb, tiliseb aisakell

## Finnisch
- Arkihuolesi kaikki heitä
- Enkelkellot
- Helkkää pienet tiu'ut
- Joulupuu on rakennettu
- Rekiretki
- Sinivuorten yö
- Varpunen jouluaamuna
- Petteri Punakuono
- Tontut tykkää

## Französisch
- Les Anges dans nos campagnes
- Bergers l’enfant sommeille
- C’est le jour de la Noël
- Dans une étable obscure
- D’où viens-tu, belle bergère
- Douce nuit, sainte nuit
- Entre le bœuf et l’âne gris
- Il est né le divin enfant
- Joyeux Noël
- Marche des Rois (De bon matin)
- Minuit, Chrétiens
- Mon beau sapin
- Noël c’est l’amour
- Noël de la paix (O divin enfançon)
- Noël nouvelet
- Petit Papa Noël
- Trois anges sont venus ce soir
- Un flambeau, Jeannette, Isabelle
- Venez divin Messie

## Griechisch
- Ειδα χτες
- Καλήν ημέραν άρχοντες
- Χριστός 'γεννέθεν Christos jennethen
- Χιονια στο καμπαναριο

## Indigene Sprachen Amerikas
- Jesous Ahatonhia, „das älteste kanadische Weihnachtslied“ in der Sprache Wendat („Huronisch“)
- Iuya nopilkuatitlanborroj (Nahuatl-Version des spanischen El burrito sabanero, Mexiko)
- Sumak Jesuslla (Kichwa, Ecuador, Provinz Chimborazo)
- Haku wawqillay (Haku wayqellay: Südliches Quechua, Peru, Region Cusco)
- Llama michiq (Südliches Quechua, Peru, Region Cusco)
- Siwansituy (Südliches Quechua, Peru, Region Cusco)
- Navidadaw (Aymara, Bolivien)

## Isländisch
- Hátið fer að höndum ein

## Italienisch
- Bambino divino
- Dormi, dormi, bel bambin
- Lieti pastori
- Noi siamo i tre re
- Tu scendi dalle stelle

## Katalanisch
- A Betlem me’n vull anar
- A vint-i-cinc de desembre
- Camina, Maria
- El cant dels ocells
- El desembre congelat
- El noi de la mare
- El petit vailet
- La nit de Nadal
- Les dotze van tocant
- Pastorets i pastoretes
- Serra que serra

## Kapverdisches Kreol
- Aleluia (Djuta Gomes)
- Boas Festas (Luis Morais)
- Natal d’alegria (Violino Dacrus)
- Novu Ano (Manuel D’Novas)
- Recordai (Teofilo Chantre)

## Kroatisch
- U to vrijeme godišta

## Lateinisch
- Adeste fideles
- A solis ortus cardine
- Dormi, Jesu
- Gaudete
- In dulci jubilo[1]
- Puer natus in Bethlehem
- Pueri concinite[2]
- Quem pastores laudavere
- Resonet in laudibus
- Transeamus usque Bethlehem
- Veni, veni, Emmanuel

## Luxemburgisch
- An der grousser helleger Nuecht
- D'Hirden zu Bethlehem

## Niederländisch
- Maria die zoude naar Bethlehem gaan
- Maria heeft het boek
- Nu zijt wellekome

## Norwegisch
- Å, jul med din glede
- Bjelleklang
- Deilig er jorden
- Deilig er den himmel blå
- Det lyser i stille grender
- Et barn er født i Betlehem
- Jeg er så glad hver julekveld
- Luciasangen
- Mitt hjerte alltid vanker
- Nå tennes tusen julelys
- På låven sitter nissen
- Så går vi rundt om en enebærbusk
- Sang til Juletræt
- Tenn lys

## Polnisch
- A wczora z wieczora
- Ach ubogi żłobie
- Anioł pasterzom mówił
- Bóg się rodzi, moc truchleje
- Bracia, patrzcie jeno
- Do szopy
- Dzisiaj w Betlejem
- Gdy się Chrystus rodzi
- Gdy śliczna Panna
- Jezus malusieńki
- Lulajże, Jezuniu
- Mędrcy świata
- Mizerna, cicha
- Narodził się Jezus Chrystus
- Nie było miejsca dla Ciebie
- Oj maluśki, maluśki
- Pójdźmy wszyscy do stajenki
- Przybieżeli do Betlejem
- Triumfy Króla niebieskiego
- Wesołą nowinę
- Wśród nocnej ciszy
- W żłobie leży
- Z narodzenia Pana

## Portugiesisch

### Portugal
- Traditionelle Lieder aus Portugal
  - Adorinha gloriosa
  - Alegrem-se os céus e a terra
  - Bem pudera Deus nascer
  - Caminhando vai José
  - Cançao de Natal (Beijai o menino)
  - Do varão nasceu a vara
  - Eu hei-de m’ir ao Presépio
  - Foi na noite de Natal
  - Menino Jesus á lapa
  - Nesta noite venturosa
  - Ó da casa, nobre gente
  - O Menino está deitado
  - O Menino está dormindo
  - Ó pastores do monte e prado
  - Oh, bento airoso
  - Pastores que andais na serra
  - Um pastor vinde de longe
- Moderne Lieder aus Portugal
  - O Pai Natal no seu Trenó (Rouxinol Faduncho)
  - Xmas (Três Tristes Tigres)

### Brasilien
- Traditionelle Lieder aus Brasilien
  - Naceu, naceu
- Moderne Lieder aus Brasilien
  - O natal vai chegar (M.M.D.C.)
  - Papai noel (Garotos Podres)

### Portugiesischsprachiges Afrika (PALOP)
- Estou Chegando (Kap Verde)
- Hoje é natal (Manuel D´Novas/Kap Verde)
- Natal Africano (Angola)

## Rumänisch
- O, ce veste minunată

## Russisch
- В лесу родилась ёлочка (deutsch: Im Walde wuchs ein Tannenbaum)
- Эта ночь святая
- Маленькой ёлочке холодно зимой

## Schwedisch
- Änglaklockor
- Betlehems stjärna / Gläns över sjö och strand
- En stjärna gick på himlen fram
- Jultomtarnas marsch
- När det lider mot jul
- Nu er det jul igen
- Nu har vi ljus här i vårt hus (Dieses Lied wird oft gesungen, wenn die Schweden um den Weihnachtsbaum tanzen)
- Nu står jul vid snöig port (1913, Musik von Jean Sibelius, Text von Zachris Topelius)
- Nu tändas tusen juleljus
- Sparven på julmorgonen
- Staffansvisan (Staffan var en stalledräng)
- Stig in, Lucia!
- Tomtarnas julnatt

## Slowenisch
- Poslušajte, vsi ljudje

## Spanisch

### Spanien
- A Belén marchaba (aus Andalusien)
- A la nanita nana
- Blanca Navidad
- Brincan y bailan
- Campana sobre campana / Campanas de Belén (aus Andalusien)
- Entre las ocho y las nueve
- Hacia Belén va una burra, rin rin
- Huachitorito
- Navidad, navidad
- Noche de paz
- La Virgen es panadera
- La Virgen se está peinando
- Los pastores a Belén
- Pastores, venid
- Los peces en el río
- Rin, rin
- Riu, riu chiu
- San José al Niño Jesús
- San José era carpintero
- Zumba, zúmbale al pandero

### Lateinamerika
- Adoración al niño Jesús (Allí viene) (aus Bolivien)
- Adorar al niño (aus Venezuela)
- A la rurru (aus Mexiko)
- A las doce de la noche (aus Chile)
- Albricias, albricias (aus Argentinien)
- Amarga Navidad (Text und Musik: José Alfredo Jiménez)
- ¡Ay para Navidad! (aus Argentinien)
- Corramos, corramos (aus Venezuela)
- De tierra lejana venimos (aus Puerto Rico)
- Duerme mi niño (aus Mexiko)
- En nombre del cielo (aus Mexiko)
- Feliz Navidad (Text und Musik: José Feliciano)
- Feliz Navidad (Text und Musik: Humberto Juama; Interpretin: Celia Cruz)
- Las posadas (aus Mexiko)
- Navidad Guadalupana (aus Mexiko)
- Navidad sin ti (Text und Musik: Marco Antonio Solís)
- No importa, Doña María (Señora Doña María) (aus Chile)
- Por el valle de rosas (aus Mexiko)
- Si no me dan de beber, lloro (aus Puerto Rico)
- Vamos pastorcillos (aus Argentinien)
- 24 de diciembre (Text und Musik: Juan Gabriel)
- Ven a mi casa esta Navidad (Interpret: Luis Aguilé)
- Venid pastorcillos (aus Mittelamerika)
- Ya viene la aurora (aus Venezuela)

## Tschechisch
- Byla cesta ušlapaná („Der Weg war ausgetreten“, mährisch)[3]
- Chtíc, aby spal („Sie lullte ihn ein“, auch bekannt als Vánoční noc, „Weihnacht“;[4] 17. Jahrhundert, Text und Musik: Adam Michna z Otradovic)[5]
- Hej, Bárto s Ondráškem („Holla, Bart und Andreas“, mährisch)[6]
- Já bych rád k Betlému („Ich möchte nach Bethlehem“)[7]
- K Ježíškovi do Betléma („Zum Christkind nach Bethlehem“, mährisch)[8]
- Koleda, koleda, Štěpáne („St. Stephanstag“)[9]
- Narodil se Kristus Pán („Jesus Christus ist geboren“)[10]
- Nesem vám noviny („Wir bringen euch eine Nachricht“, dem deutschen Lied Kommet, ihr Hirten zugrundeliegend)[11]
- Pásli ovce valaši („Die Walachen weideten ihre Schafe“, mährisch)[12]
- Pochválen buď („Gelobt sei Jesus Christus“)[13]
- Pojďte, chlapci, k nám („Kommt, ihr Jungen zu uns“, mährisch)[14]
- Půjdem spolu do Betléma („Gehen wir zusammen nach Betlehem“)[15]
- Sem, pastýři („Kommt her, Hirten“)[16]
- Slyšeli jsme v Betlémĕ („Das hörten wir in Bethlehem“)[17]
- Slyšte, slyšte, pastuškové („Hört, hört, Hirten“)[18]
- Štĕdrej večer nastal („Heiligabend ist gekommen“)[19]
- Vánoční stromeček („Der Weihnachtsbaum“; von Božena Viskupová)[20]
- Vánoční ukolébavka („Weihnachtliches Wiegenlied“; von B. Flies, früher Mozart zugeschrieben; Text: V. Renč)[21]
- Veselé vánoční hody („Fröhliches Weihnachtsfest“)[22]
- Vondráši, Matóši („Andreas, Matthäus“, mährisch)[23]
- Žežulka z lesa vylítla („Ein Kuckuck flog aus dem Wald“)[24]
- Z jedné strany chvojka („Zu einer Seite eine Zypresse, zur anderen eine Kiefer“)[25]

## Ukrainisch
- Бог предвічний народився

## Ungarisch
- Kiskarácsony, nagykarácsony
- Mennyből az angyal
- Mostan kinyílt